# Colom de les Marianes
El colom de les Marianes (Alopecoenas xanthonurus) és una espècie d'ocell de la família dels colúmbids (Columbidae). Habita els boscos d'algunes illes dels grups de les Marianes i de les Carolines.